# Toyota Prius Plug-in
Toyota Prius Plug-in Hybrid (lub Prius PHV) – samochód osobowy o napędzie hybrydowym typu plug-in produkowany przez koncern Toyota. 
Kompaktowy liftback pierwszej generacji powstał na podstawie Priusa 3. generacji i wyglądał identycznie jak standardowy Prius nieładowany z gniazdka. Prius Plug-in Hybrid 2. generacji jest spokrewniony z Priusem 4. generacji. Powstał na tej samej platformie TNGA i należy tak jak on do segmentu D, jednak ma zupełnie inny wygląd, inne wnętrze oraz inne wymiary.

## Pierwsza generacja
Prius Plug-in Hybrid I jest rozwinięciem trzeciej generacji modelu Prius (ZVW30), wyposażonym w opracowane wspólnie z firmą Panasonic akumulatory litowo-jonowe o pojemności 4,4 kWh, zapewniające jazdę z napędem elektrycznym (bez uruchamiania silnika spalinowego) na większe odległości i z większą prędkością, niż w przypadku podstawowego modelu Prius. Wersję seryjną przedstawiono we wrześniu 2011 podczas targów motoryzacyjnych we Frankfurcie.
Zasięg Priusa Plug-in podczas jazdy z napędem elektrycznym w trybie mieszanym według amerykańskiej agencji EPA to 18 km (11 mil), zasięg całkowity – 870 km (540 mil), a prędkość maksymalna z napędem elektrycznym to 100 km/h (62 mph ). Czas naładowania akumulatora litowo-jonowego przy napięciu sieci 230 woltów wynosi 90 minut (180 minut przy 120 woltach). Według Toyoty, mierzone według norm europejskich zużycie paliwa przez Priusa Plug-in odpowiada spalaniu 2,1 litra benzyny na 100 km przy emisji CO2 na poziomie 49 g/km. Według EPA zużycie paliwa w trybie elektrycznym mieszanym (w mieście i na drodze) odpowiada spalaniu 2,5 litra benzyny na 100 km, zaś w trybie hybrydowym 4,7 l/100 km – tyle samo, co w przypadku zwykłego Priusa z napędem hybrydowym.
Wprowadzenie Priusa Plug-in na rynek poprzedził rozpoczęty pod koniec roku 2009 program demonstracyjny z udziałem 600 samochodów przedseryjnych, prezentowanych w Japonii, Europie, Kanadzie, Chinach, Australii, Nowej Zelandii i USA. Dostawy rozpoczęto w Japonii w styczniu 2012 r., w lutym zaś w USA, gdzie początkowo samochód był dostępny jedynie w 14 stanach. W Europie samochód trafił na rynek pod koniec czerwca 2012 r.
Według danych z grudnia 2013, na całym świecie sprzedano 48600 egzemplarzy Priusa PHV, w tym w USA 24838, w Japonii 15400 i w Europie 8087. Wśród rynków europejskich prym wiedzie Holandia z 3891 sprzedanych egzemplarzy. Prius Plug-in Hybrid był w roku 2012 drugim pod względem liczby sprzedanych egzemplarzy samochodem elektrycznym, zaś według danych z grudnia 2013 – trzecim pod względem sprzedaży samochodem elektrycznym typu plug-in, po Nissanie Leaf i pojazdach z rodziny Volt/Ampera.
W październiku 2014 roku sprzedaż Priusa Plug-in osiągnęła 65 300 egzemplarzy na świecie. W Europie sprzedano 9 100 egzemplarzy, w Japonii 19 100 egz., a w Ameryce Północnej 37 000 egz.

### Historia

#### Samochód koncepcyjny
Prototyp koncepcyjny Priusa Plug-In przedstawiono we wrześniu 2009 r. na wystawie Internationale Automobil-Ausstellung we Frankfurcie, miesiąc później na Tokyo Motor Show, a w grudniu 2009 r. na LA Auto Show. Po zaprezentowaniu wersji koncepcyjnej, w grudniu 2009 roku Toyota oficjalnie zapowiedziała wprowadzenie samochodu na rynek japoński w ciągu sześciu miesięcy.

#### Program demonstracyjny
Toyota zainaugurowała program hybrydowego pojazdu elektrycznego typu plug-in w roku 2007, a już w następnym roku rozpoczęły się we Francji i Wielkiej Brytanii próby drogowe prototypów. Toyota wypożyczyła klientom flotowym i instytucjom publicznym łącznie 600 demonstracyjnych Priusów plug-in, w tym pod koniec 2009 r. 230 egzemplarzy w Japonii, na początku 2010 r. 125 sztuk w USA i w tym samym roku 200 pojazdów w Europie. Uczestniczące w programie samochody trafiły do ograniczonej liczby rejonów geograficznych i były wyposażone w specjalne rejestratory w celu gromadzenia danych, które umożliwiły Toyocie doskonalenie napędu hybrydowego typu plug-in.
200 samochodów udostępnionych przez Toyotę w Europie trafiło do wybranych partnerów i klientów w 18 krajach, w tym łącznie 150 egzemplarzy do Francji, Wielkiej Brytanii i Niemiec. Największa flota 70 sztuk trafiła do Sztrasburga we Francji.
Niemal rok próbnej eksploatacji, podczas którego europejska flota pojazdów przejechała ok. 800 tys. kilometrów,  zaowocował następującymi spostrzeżeniami:
Dwie trzecie przejazdów nie przekraczało odległości 20 km, mieszcząc się w przewidywanym zasięgu jazdy z napędem elektrycznym (tryb EV).
Ponad dwie trzecie uczestników pokonywało co najmniej raz w tygodniu długą trasę na odległość ponad 100 km.
Dane o zużyciu benzyny wykazały, że Prius PHV zużywał o 36% mniej paliwa, niż najlepsze w swojej klasie pojazdy z silnikiem Diesla i niemal o 50% mniej, niż najlepsze w swojej klasie pojazdy z silnikiem benzynowym.
Maksymalne średnie zmierzone zużycie paliwa było niższe od 2,00 l/100 km.

### Dane techniczne (wersja seryjna)

#### Napęd
Seryjny Prius Plug-in różni się pod wieloma względami od egzemplarzy użytych w programie demonstracyjnym – dane zgromadzone podczas prób oraz uwagi użytkowników umożliwiły usprawnienie pojazdu. W wersji seryjnej wprowadzono dwie istotne modyfikacje zwiększające sprawność. Pierwsza to możliwość ręcznego włączenia trybu elektrycznego EV w sytuacjach, w których zapewnia on największą oszczędność, np. podczas jazdy miejskiej. Seryjny Prius PHV może również przesyłać energię uzyskiwaną podczas hamowania rekuperacyjnego do akumulatora trybu EV zamiast do akumulatora napędu hybrydowego, co zwiększa zasięg jazdy w trybie EV.
Prius Plug-in Hybrid wykorzystuje ten sam napęd Hybrid Synergy Drive, co podstawowy model Priusa, wyposażony dodatkowo w akumulator litowo-jonowy o pojemności 4,4 kWh, który znacząco zwiększa zasięg jazdy w trybie czysto elektrycznym (bez uruchamiania silnika spalinowego) w stosunku do zwykłego Priusa, a ponadto ma możliwość pełnego naładowania z powszechnie dostępnej sieci elektrycznej. Hybrydowa jednostka napędowa obejmuje 16-zaworowy silnik VVT-i o pojemności skokowej 1,8 l i mocy 98 KM (73 kW) przy 5200 obr./min i moment obrotowy 142 N·m przy 4000 obr./min, przekładnię planetarną, sterownik mocy (PCU, power control unit) oraz układ ładowania. Jednostka wykorzystuje dwa silniki elektryczne dużej mocy – MG2 o mocy 60 kW (80 KM), którego głównym zadaniem jest napędzanie przekładni, oraz MG1 o mocy 42 kW (56 KM), pełniący głównie rolę generatora prądu oraz rozrusznika silnika spalinowego. Po rozładowaniu akumulatora do określonego poziomu, system przełącza się w tryb hybrydowy, pracując z taką samą sprawnością, jak w standardowym Priusie. Napęd hybrydowy rozwija maksymalną łączną moc 134 KM, dzięki czemu Prius Plug-in przyspiesza od 0 do 100 km/h w 10,7 sekundy i osiąga maksymalną prędkość 180 km/h. Prędkość maksymalna w trybie EV to 100 km/h. Przy masie 1420 kg, wersja plug-in jest jedynie o 50 kg cięższa od zwykłego Priusa.
Prius Plug-in ma trzy tryby jazdy: całkowicie elektryczny (EV) i dwa hybrydowe – Eco i Power. Tryb EV można włączyć ręcznie i wtedy sterownik napędu hybrydowego (ECU) wykorzystuje jedynie silnik elektryczny MG2 (dopóki akumulator nie osiągnie określonego stanu rozładowania lub nie zostanie przekroczony zakres prędkości trybu EV). Tryb Eco umożliwia maksymalną oszczędność paliwa we wszystkich warunkach jazdy, inteligentnie ograniczając otwarcie przepustnicy do 11,6%; modyfikuje również działanie układu klimatyzacji. Zaletą trybu Eco jest również ułatwione prowadzenie samochodu w warunkach gorszej przyczepności, ponieważ ograniczenie mocy zmniejsza ślizganie się kół na lodzie czy śniegu. W trybie Power sterownik mocy zwiększa otwarcie przepustnicy w zakresie średnich obrotów.

#### Akumulator i zasięg
Zaprezentowaną na targach we Frankfurcie we wrześniu 2011 r. wersję seryjną wyposażono w akumulator litowo-jonowy o pojemności 4,4 kWh. Według Toyoty, po całkowitym naładowaniu zapewnia on w trybie elektrycznym zasięg od 16 do 24 km w zależności od gwałtowności przyspieszania i hamowania, warunków drogowych, obciążenia i użytkowania klimatyzacji. Pomiary w japońskim cyklu JC08 wykazały, że Prius PHV ma w trybie EV zasięg 26,4 km – o 3 km więcej, niż 23,4 km osiągnięte przez prototyp-demonstrator.
Opracowany dla Priusa Plug-in zestaw akumulatorów litowo-jonowych o łącznej pojemności 4,4 kWh i masie 80 kg mieści się pod podłogą bagażnika. Dla porównania, niklowo-wodorkowy akumulator Priusa trzeciej generacji przy masie 42 kg ma pojemność jedynie 1,3 kWh. Całkowite naładowanie z sieci o napięciu 230 V trwa 1,5 godziny (z typowych gniazdek 15 A amerykańskiej sieci o napięciu 120 V – 2,5-3 h). Dla uzyskania zasięgu 40 km potrzeba ok. 3,2 kWh energii elektrycznej i 1,1 l benzyny. Za stan pełnego naładowania akumulatora przyjmuje się 85% pojemności, zaś tryb całkowicie elektryczny wyłączany jest po rozładowaniu akumulatora do poziomu 23%. Kabel do ładowania z sieci, podłączany do gniazda na prawym, tylnym błotniku, ma 7,3 m długości i waży zaledwie 1,7 kg. Złącze ładowania wyposażone jest w oświetlenie LED i programator, umożliwiający korzystanie z tańszej taryfy nocnej.

#### Bezpieczeństwo
Ze względu na niemal bezgłośnie poruszanie się pojazdu w trybie EV przy małych prędkościach, w Stanach Zjednoczonych Prius Plug-in wyposażany jest w system Toyota VPNS (Vehicle Proximity Notification System), mający na celu ostrzeganie przechodniów, zwłaszcza niewidomych, o zbliżaniu się samochodu (jest to określone przepisami Pedestrian Safety Enhancement Act z 2010). Ostrzegawczy dźwięk emitowany jest przez umieszczone na zewnątrz głośniki jedynie podczas poruszania się z prędkością poniżej 24 km/h, a jego wysokość zależna jest od prędkości, co pozwala ocenić, czy nadjeżdżający Prius przyspiesza, czy zwalnia.

#### Inne cechy
Prius Plug-in Hybrid jest pod wieloma względami identyczny ze standardowym Priusem i ma taki sam współczynnik oporu powietrza Cx=0,25. Wyróżniające go szczegóły stylistyczne to m.in. chromowana maskownica, wykończenie zderzaka i klamki, unikalne, 15-calowe obręcze kół ze stopów lekkich, reflektory o błękitnym odcieniu, wyróżniający się wygląd tylnych lamp oraz nowe logo Hybrid Synergy Drive Plug-in.

### Sprzedaż
Do maja 2016 roku Toyota sprzedała 75,4 tys. egzemplarzy Priusa Plug-in Hybrid. Do końca stycznia 2017 Toyota sprzedała 79300 egzemplarzy.

## Druga generacja

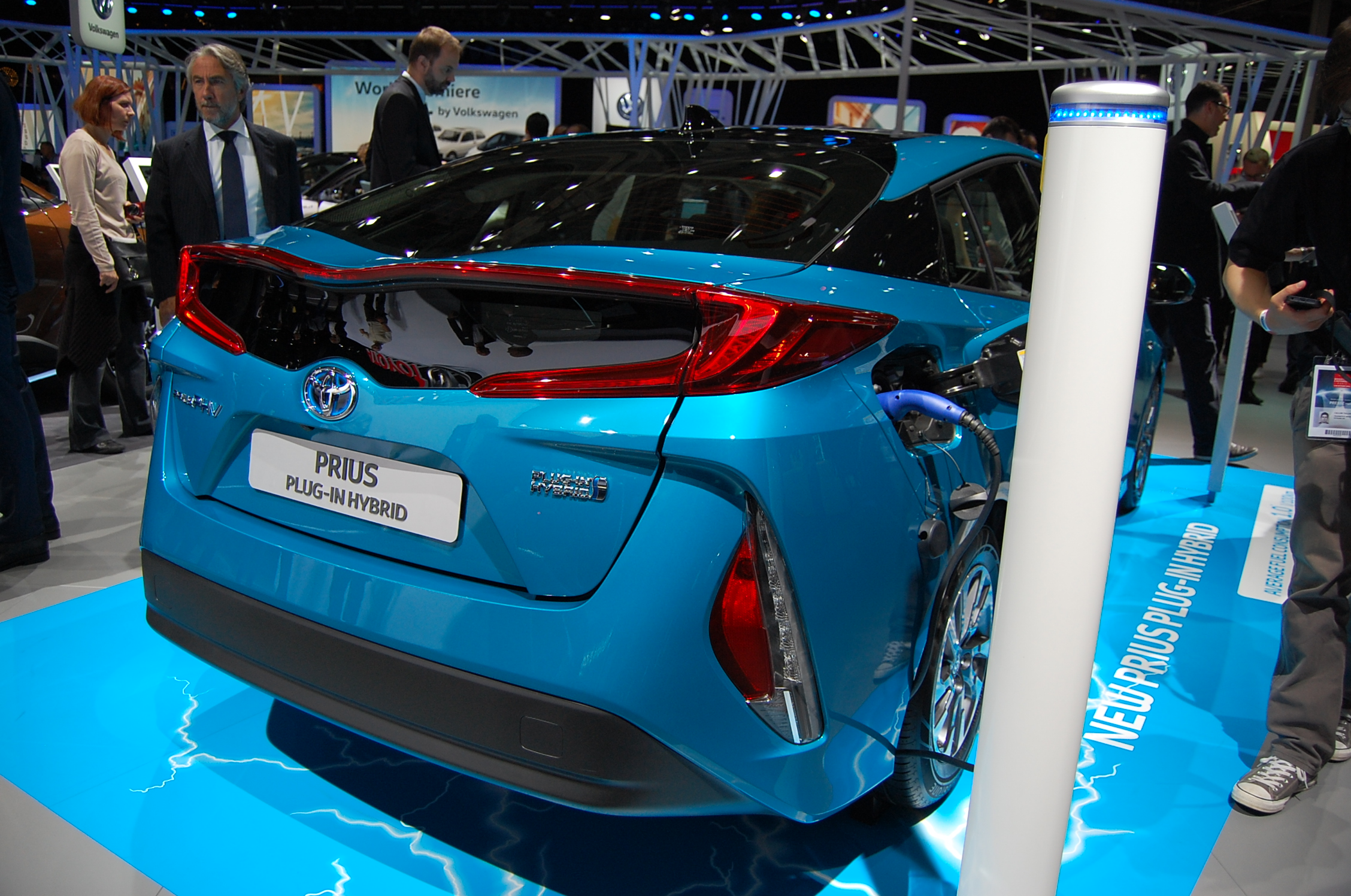
Tył auta

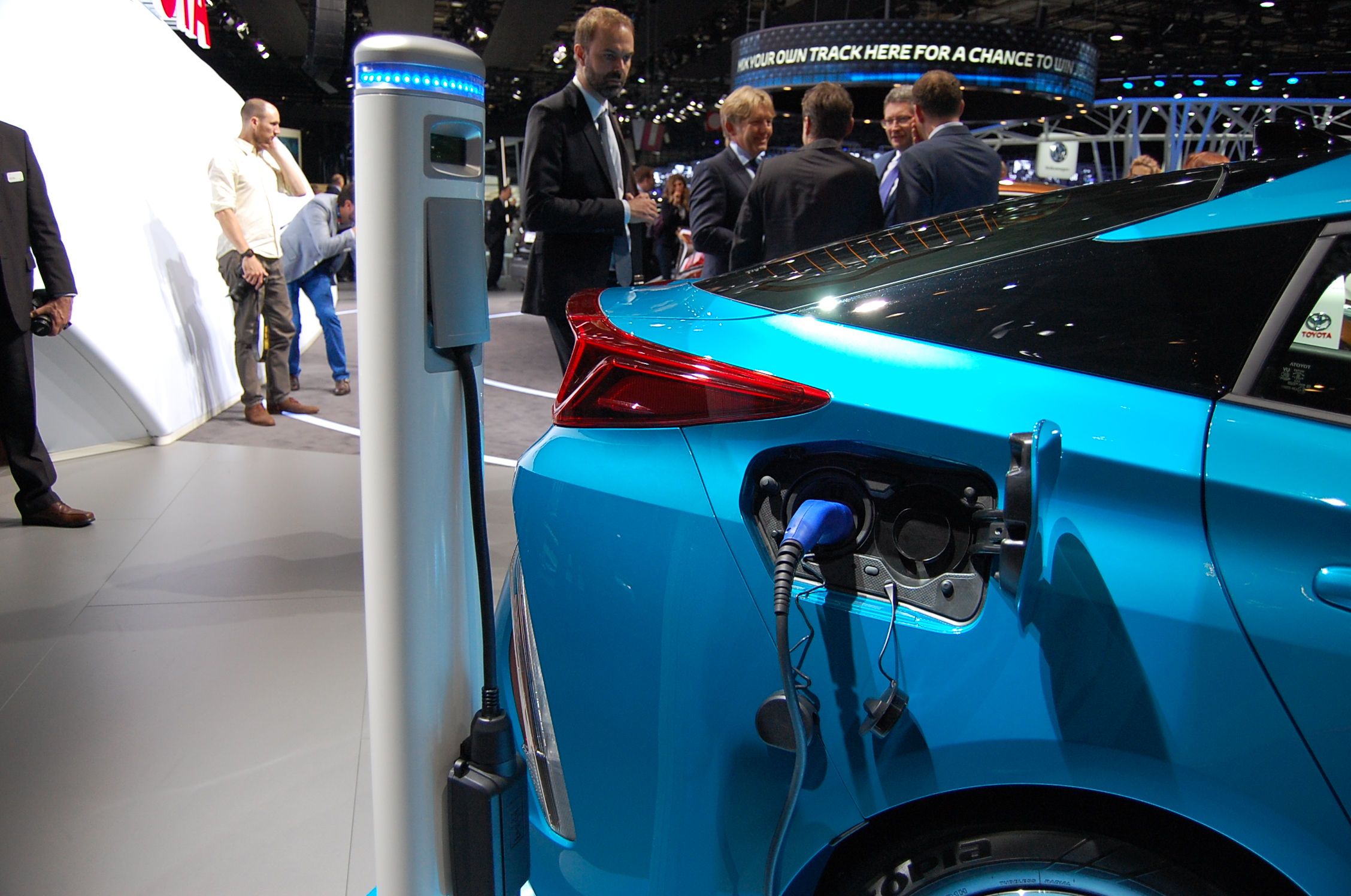
Ładowanie

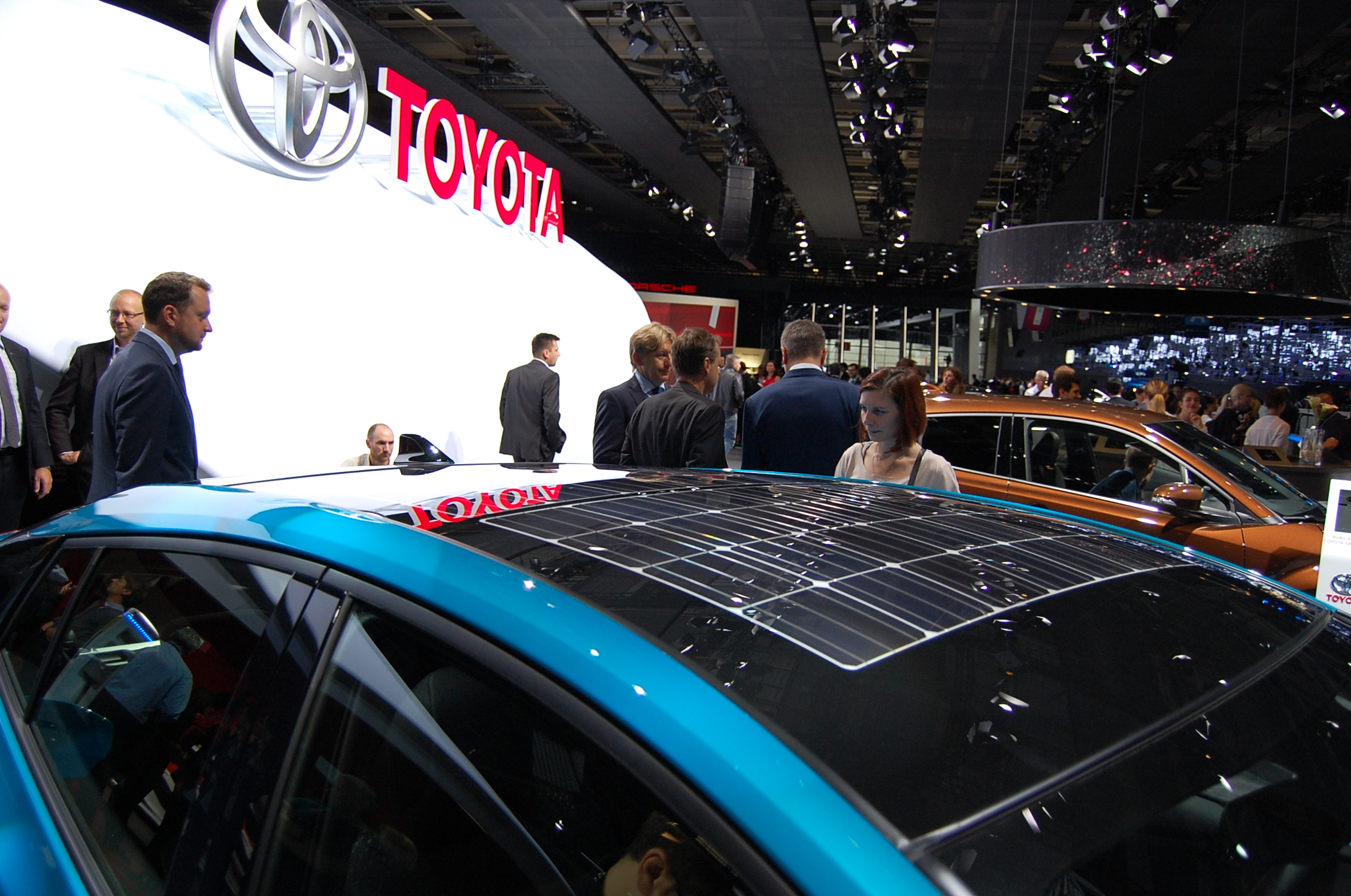
Bateria fotowoltaiczna na dachu

Prius Plug-in Hybrid drugiej generacji (w USA Prius Prime) zadebiutował na targach New York International Auto Show 2016. Samochód debiutuje w USA pod koniec 2016 roku i będzie dostępny we wszystkich 50 stanach. W Europie, w tym w Polsce pojawi się w 2017 roku. Toyota planuje sprzedawać 20000 egzemplarzy rocznie w USA. 
Zasięg na samym silniku elektrycznym wynosi 50 km. Zużycie paliwa to 1 l/100 km. Zużycie energii według EPA Toyota ocenia na 120 mpg-e (18 kWh/100 km), czyli o 26% lepiej niż w pierwszej generacji. Jest to najlepszy wynik pod względem wydajności zużycia energii ze wszystkich samochodów elektrycznych i hybryd plug-in dostępnych obecnie na rynku. Prius Plug-in Hybrid 2017 ma inny design oraz inne wnętrze niż Prius 4. generacji.

### Specyfikacja

#### Napęd
Prius Plug-in Hybrid jest napędzany przez napęd hybrydowy 4. generacji Toyoty Hybrid Synergy Drive. 4-cylindrowy  silnik benzynowy 1.8 z wtryskiem paliwa pracujący w cyklu Atkinsona współpracuje z silnikiem elektrycznym zasilanym przez baterię litowo-jonową 8,8 kWh. Drugi silnik elektryczny pełni rolę generatora odzyskującego energię z hamowania lub z silnika benzynowego lub dodatkowego źródła napędu.
Druga generacja może poruszać się wyłącznie na silniku elektrycznym w większym zakresie prędkości i na dłuższym dystansie. Silnik elektryczny dostarcza 91 KM mocy. Maksymalna prędkość w trybie EV wzrosła z 100 km/h do 135 km/h, przy niemal takich samych osiągach w trybie elektrycznym jak hybrydowym.

#### Bateria i zasięg
Akumulator trakcyjny litowo-jonowy o 95 ogniwach ma pojemność 8,8 kWh i zapewnia zasięg 50 km w trybie elektrycznym (według producenta). Zasięg na pełnym baku i w pełni naładowanym akumulatorze wynosi 1030 km. Bateria jest chłodzona powietrzem. Została umieszczona pod tylną kanapą. Czas ładowania wynosi 2,3 h. 
Zamontowane na dachu ogniwo słoneczne ładuje akumulator trakcyjny podczas postoju, kiedy samochód nie jest podłączony do gniazdka. Pozwala to zwiększyć zasięg auta w trybie EV maksymalnie o 5 km dziennie. W czasie jazdy panel fotowoltaiczny ładuje uzupełniającą baterię 12 V przeznaczoną do obsługi dodatkowych urządzeń.

#### Zużycie paliwa
W trybie elektrycznym Prius Plug-in Hybrid zużywa 25,9 kW/100 km według EPA (133 mpg-e). Jest to wynik o 26% lepszy od poprzedniego modelu i najlepszy wynik wśród wszystkich hybryd plug-in dla jazdy w trybie EV.  Toyota postawiła sobie za cel, aby zużycie paliwa w trybie hybrydowym było takie samo jak w standardowym Priusie, pomimo cięższej baterii. Aby zmniejszyć masę, dach został wykonany z aluminium i wysoko wytrzymałej stali. W konstrukcji klapy bagażnika użyto włókna węglowego.
Zużycie paliwa w trybie hybrydowym wynosi średnio 4,4 l/100 km według EPA. Według europejskich standardów producent podaje zużycie paliwa dla jazdy w trybie elektryczno-hybrydowym na poziomie 1 l/100 km.

### Sprzedaż
Do końca stycznia 2017 roku globalna sprzedaż Priusa Plug-in Hybrid wyniosła 79,3 tys. samochodów.
W marcu 2017 roku ruszyła sprzedaż modelu w Polsce po cenie 152 900 zł za wersję Prestige, odpowiadającą najwyższej wersji wyposażenia Priusa 4. generacji.

### Nagrody i wyróżnienia
Na początku 2017 roku ogłoszono, że Toyota Prius Prime (Prius Plug-in Hybrid) znalazła się wśród półfinalistów konkursu World Car of the Year 2017 w kategorii World Green Car.
W kwietniu 2017 roku Toyota zdobyła tytuł World Green Car of the Year 2017. Wyniki konkursu ogłoszono na targach w Nowym Jorku.
W lipcu 2017 roku Prius Plug-in Hybrid jako jedyna hybryda plug-in uzyskał maksymalną ocenę 5 gwiazdek w ADAC EcoTest.